# Sozialer Planer
Unter einem sozialen Planer (engl. social planner) versteht man in der Wohlfahrtsökonomik einen Entscheidungsträger, der versucht, einen als wünschenswert definierten Zustand zu erreichen. Dies kann zunächst im ökonomischen Modell eine rein fiktive Person sein oder ein politischer Entscheidungsträger in der Realität. Es wird davon ausgegangen, dass ein derartiger die Ökonomische Wohlfahrt maximierender Zustand durch ein rein über den Markt bestimmtes Gleichgewicht in der Regel nicht erreicht wird. 
Die moderne Wohlfahrtsökonomie orientiert sich an den beiden Wohlfahrtstheoremen, insbesondere der Pareto-Optimierung. Hier soll in einer idealen Ökonomie ein erzieltes kompetitives Marktgleichgewicht Pareto-effizient sein, d. h. ein Zustand bzw. Gleichgewicht einer Verteilung knapper Güter soll erreicht werden, in der kein Beteiligter besser gestellt werden kann, ohne einen anderen schlechter zu stellen.

## Beispiele
Welches Ziel konkret mit welchen Ressourcen für welche Interessengruppe betrachtet werden soll, hängt dabei stark vom betrachteten Modellhintergrund ab. Kommt man zu dem Ergebnis, dass sich ein markt-optimaler Zustand von dem als sozial-optimal definierten Zustand unterscheidet, könnte dies für einen politischen Eingriff durch den Staat sprechen.
- Im Romer-Modell (endogenes Wachstumsmodell) eine optimale Wachstumsrate. Um zu untersuchen, ob die durch das Marktgleichgewicht erreichte Ressourcenallokation optimal ist, wird beispielsweise jene Wachstumsrate berechnet, die resultieren würde, wenn ein wohlwollender sozialer Planer die Ressourcen der Ökonomie nach Belieben aufteilen könnte, in diesem Modell: das Endprodukt zwischen Konsum und Kapitalakkumulation und die verfügbare Arbeit zwischen dem Forschungs- und dem Endproduktsektor. Vor dem Hintergrund der Maximierung der intertemporalen Nutzenfunktion (der Konsumenten).[1]

- Subadditivität der Kostenfunktion: Im Falle subadditiver Kosten würde ein perfekt informierter sozialer Planer eine Monopolform (beispielsweise dem Polypol) vorziehen. In einer realen Welt unvollkommener Information und unvollkommener Regulierungsmöglichkeit muss hingegen zwischen den Vorteilen von Wettbewerb auf der einen Seite und den Kostennachteilen durch das Vorhandensein mehrerer Unternehmen auf der anderen Seite abgewogen werden. Einer solchen Entscheidung läge also  insbesondere die Annahme vollständiger Information zugrunde.